# کلود لویی برتوله
کلود لویی برتوله (به فرانسوی: Claude Louis Berthollet) (زاده ۱۷۴۸ – درگذشته ۱۸۲۲) شیمی‌دان فرانسوی بود.

## زندگی‌نامه
کلود لوئی برتوله در ۹ دسامبر ۱۷۴۸ روستای تالوار نزدیک دریاچه انسی، در فرانسه، به دنیا آمد. پس از تحصیلات اولیه در سال ۱۷۷۰ دانشگاه تورین ایتالیا را برای تحصیلات دانشگاهی در رشته پزشکی برگزید و سپس، برای ادامه تحصیل در رشته شیمی، به پاریس رفت، که حاصل زحمات وی، منجر به انتشار کتابی تحت عنوان «مقدمه‌ای بر فن رنگرزی» شد که در آن، نظریه ابداع روش خاص رنگرزی — که متکی بر پایه‌های علمی نیز بود — به نگارش درآمد. او از نخستین کسانی بود که همراه با آنتوان لاووازیه و چند تن دیگر، روش منظمی را برای نام‌گذاری ترکیب‌های شیمیایی طرح کرد و نظریهٔ تعادل شیمیایی و تجزیهٔ مضاعف املاح را به ثبت رساند و نیز موفق به تجزیه آمونیا شد. در زمینه رنگها و رنگ‌برها تحقیق کرد و آب ژاول را ساخت. مطالعه او در زمینه واکنش‌های برگشت‌پذیر مفهوم تعادل شیمیایی را وارد شیمی کرد. کشف خاصیت رنگزدایی کلر و استفاده از آن برای سفید کردن منسوجات و تصفیه آب به وسیله زغال و خواص انفجاری کلرور پتاس از جمله کارهای او می‌باشد. قابل ذکر است که این دانشمند فرانسوی انجام آزمایش‌های خود را در کارگاهی که در قصبه‌ای به نام ژاول (Javel) نزدیک پاریس می‌باشد انجام داد و به همین جهت آب ژاول (Eau de Javel) که همان محلول هیپوکلریت سدیم می‌باشد به نام این مکان است. برتوله از دانشمندانی بود که با ناپلئون بناپارت به مصر رفت.

## درگذشت
برتوله در ۶ نوامبر ۱۸۲۲ در سن ۷۳ سالگی درگذشت.